# Schloss Ulriksdal

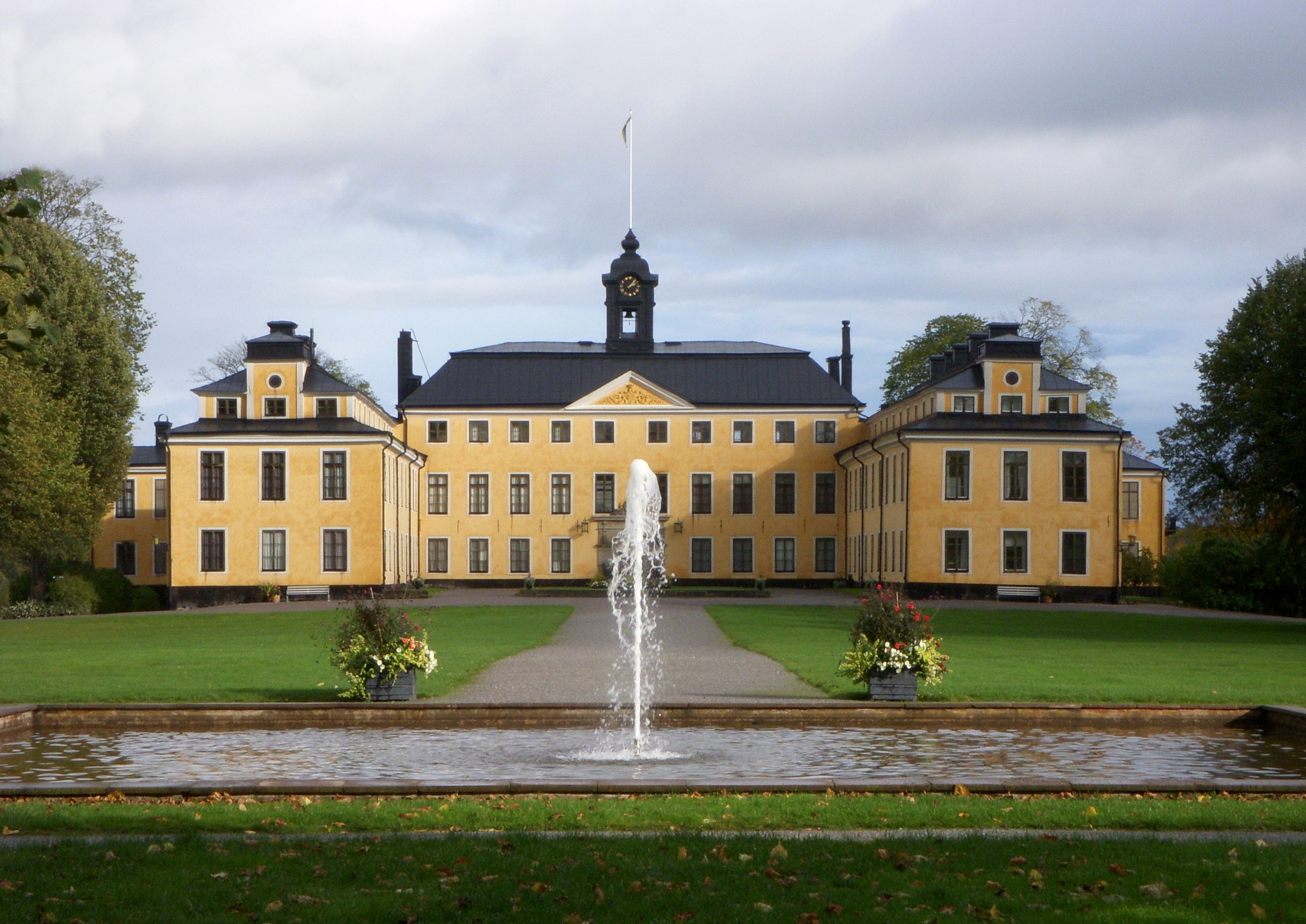
Schloss Ulriksdal bei Solna, 2011

Das Schloss Ulriksdal steht in der Gemeinde Solna bei Stockholm. Es ist eines der zehn königlichen Schlösser in Schweden.

## Geografie
Das Schloss steht direkt am Westufer des Ostseearmes Edsviken in der Gemeinde Solna nördlich von Stockholm. Die Anlage gehört samt Bauten und Parks seit 1994 zum Nationalstadtpark Ekoparken.

## Geschichte
Das Schloss wurde in den Jahren 1643 bis 1645 unter dem Namen Jacobsdal für den Reichsmarschall Jakob De la Gardie erbaut. 1684 wurde es nach einem verstorbenen Bruder Karls XI. in Ulriksdal umbenannt.
1669 erwarb es Königin Hedwig Eleonora. Das Schloss wurde noch von König Gustav VI. Adolf bis 1973 bewohnt. Sein Enkel, König Carl XVI. Gustaf, besuchte ihn hier oft als Kind; noch heute soll sich der Monarch gelegentlich im Park aufhalten und malen.
Zum Schloss gehören unter anderem auch ein Kräutergarten, eine Orangerie, die heute ein Skulpturenmuseum enthält, eine Schlosskapelle und das älteste Rokokotheater Schwedens (Ulriksdals slottsteater oder Confidensen). Im Stall kann man die Krönungskutsche Christinas I. besichtigen. 1935 wurde das Schloss als Byggnadsminne unter staatlichen Schutz gestellt. Der World Wide Fund for Nature Schweden hat seine Geschäftsstelle in einem Südlichen Seitenflügel.

## Rokokotheater

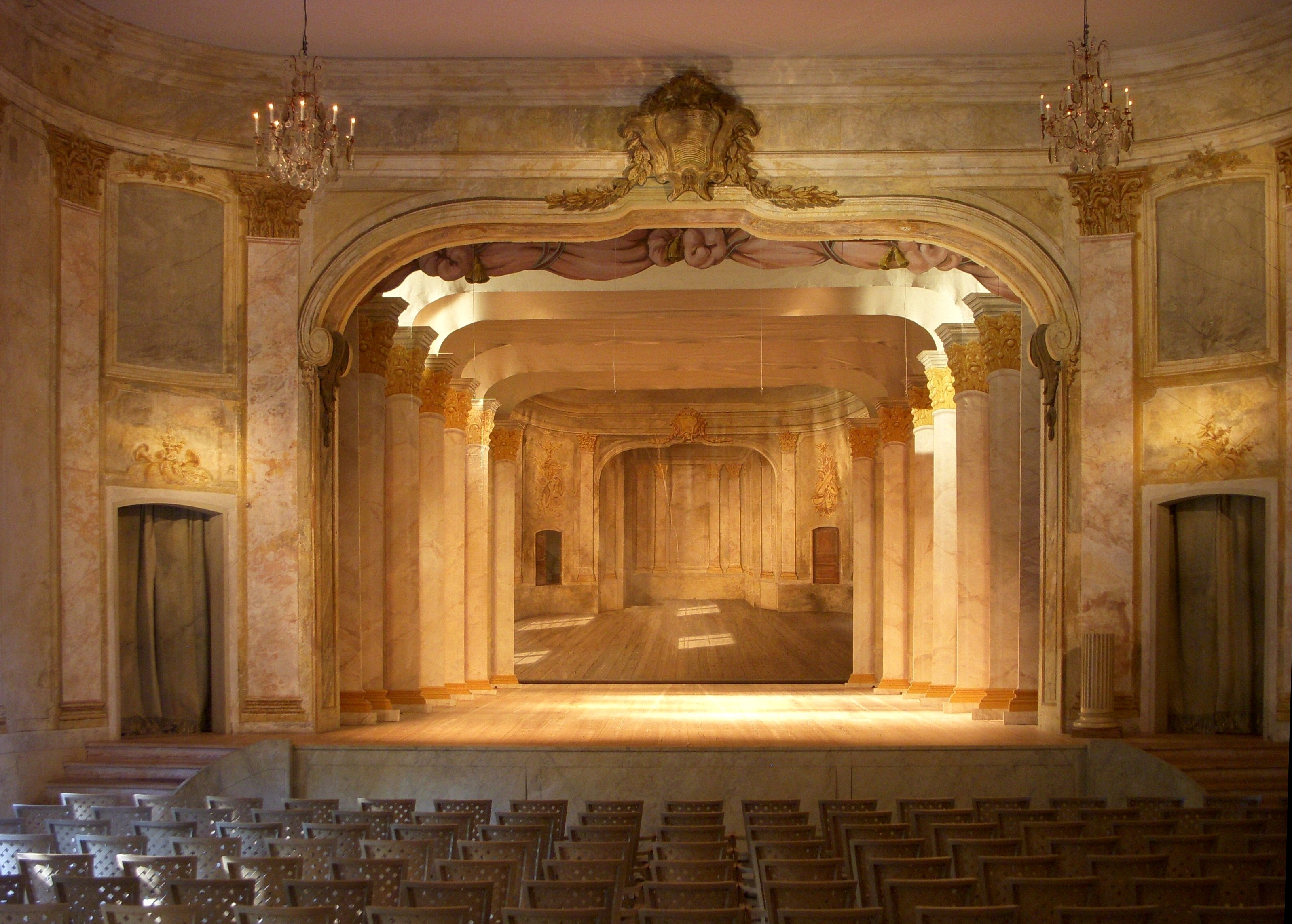
Bühne des Schlosstheaters

In Ulriksdal befindet sich Schwedens ältestes Rokokotheater, das Confidencen. Es wurde 1753 eingeweiht und auch von Gustav III. sowie Carl Michael Bellman genutzt. Es geriet in Vergessenheit und wurde erst in den 1980er Jahren von der Opernsängerin Kjerstin Dellert aus seinem Dornröschenschlaf erweckt. Heute ist es ein beliebtes Sommertheater mit Opern, Ballett- und Konzertaufführungen. Das Theater ist zudem Station der Nordischen Route der Europastraße Historische Theater.